# Digitalt berättande
Digitalt berättande är en berättarform där man använder digital teknik för att framföra sin berättelse. Med digital teknik kombineras olika medier som exempelvis: fotografier, video, animationer, ljudeffekter, berättarröst och texter till en berättelse, helt enkelt till en liten film på två till fem minuter. Eftersom man berättar på flera olika sätt och använder flera uttrycksformer samtidigt kallas digitalt berättande även för multimodalt berättande eller för multimodala texter. 

## Bakgrund
Vid exempelvis lägerelden, på torgen, vid nattning av barn, vid köksbordet och i klassrummet har det muntliga berättandet alltid skett, genom historien har berättandet varit central både på ett samhälleligt och personligt plan för att föra vidare erfarenheter och kunskaper. Tiderna förändras och varje tid har sin form för berättandet men något som är gemensamt är att i alla tider har människor delat och berättat historier för varandra. Oavsett vilken teknik som finns i framtiden så kommer människor fortfarande att berätta historier för varandra. Tack vare digitala verktyg idag finns fler möjligheter än någonsin för att skapa och sprida historier. .

## Begreppets historia
Begreppet Digitalt berättande kommer ifrån det engelska ordet Digital Storytellning och har sitt ursprung från San Francisco. I början av 1990-talet grundade Joe Lambert, Dana Atchley och Nina Mullen organisationen Digital Media Center som skapade ett koncept som fokuserade på att med hjälp av digitala verktyg skapa personliga berättelser. Grundarna upptäckte att människor med liten eller ingen erfarenhet av digital teknik lyckades även skapa digitala berättelser på ett enkelt sätt och sprida dem vidare. Organisationen utbildade och gav stöd till de personer som var intresserade av att skapa och dela sina personliga berättelser, de utvecklade och spred även sju element av digital storytelling

## De sju elementen
Center for Digital Storytelling utvecklade sju olika element som fungerar som ett redskap i skapandet av historien och är även en beskrivning av innehållet i konceptet.
Sammanfattning av elementen:
1. Berättelsen ska ha en poäng -  Det är de budskapet/meddelandet som berättaren vill förmedla med historian,
2. Dramatik - En historia som är spännande gör att mottagren sitter kvar och lyssnar till slutet,
3. Emotionellt berörande stoff - Känslomässigt innehåll i berättelsen, gör att mottagaren lättare tar till sig budskapet och lever sig in i historia om berättelsen gör oss emotionellt berörda,
4. En personlig röst som förmedlar budskapet  - Med hjälp av den egna rösten kan berättaren förmedla budskapet,
5. Auditiva komponenter för att förstärka innehållet - Auduktiva komponenter såsom musik förstärker innehållet i berättelsen,
6. En väldisponerad presentation - Med digitalt teknik går det att laborera mycket med det visuella och auditiva,
7. Ett tempo som håller publikens intresse vid liv - Rytmen/tempot i berättelsen avgör mycket av vad som håller publikens intresse vid liv.[6]

## Olika typer av berättelser
Författaren, läraren och forskaren Jason Ohler  klassificerar två typer av berättelser, akademiska och personliga. Exempel på akademiska varianter för att undersöka ett ämnesinnehåll: instruktioner, rapporter, begreppsförklaringar, demonstrationer med mera  Den personliga berättelsen utgår i större utsträckning från en historia, att skapa berättande och poetiska texter, biografier, presentationer, personporträtt och cv:s av olika slag är exempel på personliga berättelser. Självklart går det att kombinera båda varianterna!
Professorn och docenten Bernard R. Robin tar även upp en tredje typ av berättelse, historiska dokumentärer. Det är berättelser som undersöker historiska händelser och som hjälper oss att förstå det förflutna.